# Подсосенский переулок
Подсосенский переулок (до середины XIX века Барашевский переулок, с середины XIX века по 1922 год — Введенский переулок) — переулок в Басманном районе Центральном административном округе города Москвы. Проходит от Барашевского переулка до улицы Воронцово Поле. Нумерация домов ведётся от Барашевского переулка. Застройка переулка включает в себя квартал в стиле модерн (дома 6 — 18) и квартал усадеб XVIII—XIX веков (№ 21, 25, 26, 30).

## Происхождение названия
- Барашевский — от барашей, великокняжеских шатёрничих, живших в здешней слободе.
- Введенский — по храму Введения в Барашах.
- Подсосенский — «историческое» название, придуманное при массовом переименовании улиц 7 июня 1922 г., от альтернативного названия Введенского храма — «Введения под Сосенками», а также в связи с тем, что в то время в Москве одновременно существовало три Введенских переулка[1].

Справочно, в атласе Хотева (1852) Введенским назван короткий участок нынешнего Барашевского переулка — от Подсосенского до Лялиной площади. Барашевским переулком назван нынешний Подсосенский и участок Барашевского переулка до Покровки.

## Примечательные здания и сооружения

### По нечётной стороне
№ 5-7, стр. 1
Реконструированные дома второй половины XIX века, архитекторы — Лев Кравецкий и Семён Барков.
№ 11, доходный дом
, здание, построенное в 1875—1877 годах на основе жилых палат XVIII века, принадлежавших купцу Осипу Сорокину, архитектор — Александр Попов. Кирпичная кладка, открывшаяся под штукатуркой, имеет клейма 1690-х годов.
На месте памятника планировалось новое строительство, дом был отселен и заброшен, в древнейшей части разобраны перекрытия. В 2011 году на фасаде появились строительные леса. Весной 2014 года Мосгорнаследие выдало разрешение на проведение ремонтно-реставрационных работ по фасадам. В 2015 году сменился собственник, работы возобновились. В сентябре 2016 года по итогам общественного обсуждения Акта государственной историко-культурной экспертизы научно-проектной документации проектная документация приспособления согласована. В сентябре 2017 года реставрационные работы, начавшиеся в 2016 году новым собственником и проведённые ООО «Спецреставрация», завершены.
№ 13, кооперативный жилой дом
Кирпичное здание с деревянными перекрытиями 1926 года постройки имело 8 пятикомнатных квартир. При конструктивистском решении фасада (изначально зеленовато-серого, присущего конструктивистским постройкам, цвета) отделка внутренних помещений была выполнена с широким применением лепных декоративных элементов.
В 1930 году Иосиф Сталин подарил одну из квартир в этом доме (№ 6, 3-й этаж) своему личному врачу, Ивану Александровичу Валединскому. В квартире № 5 в 1926—1936 годах жил профессор Московского университета, юрист Альфонс Вормс. В середине 1930-х годов почти все квартиры превратились в коммунальные.
В 1950-х годах был надстроен пятый этаж, позднее была сделана 6-этажная встройка на месте заднего двора (2-й подъезд). В 1960-е годы дом был оборудован лифтами.
№ 17, городская усадьба Н. Е. Фомичёвой

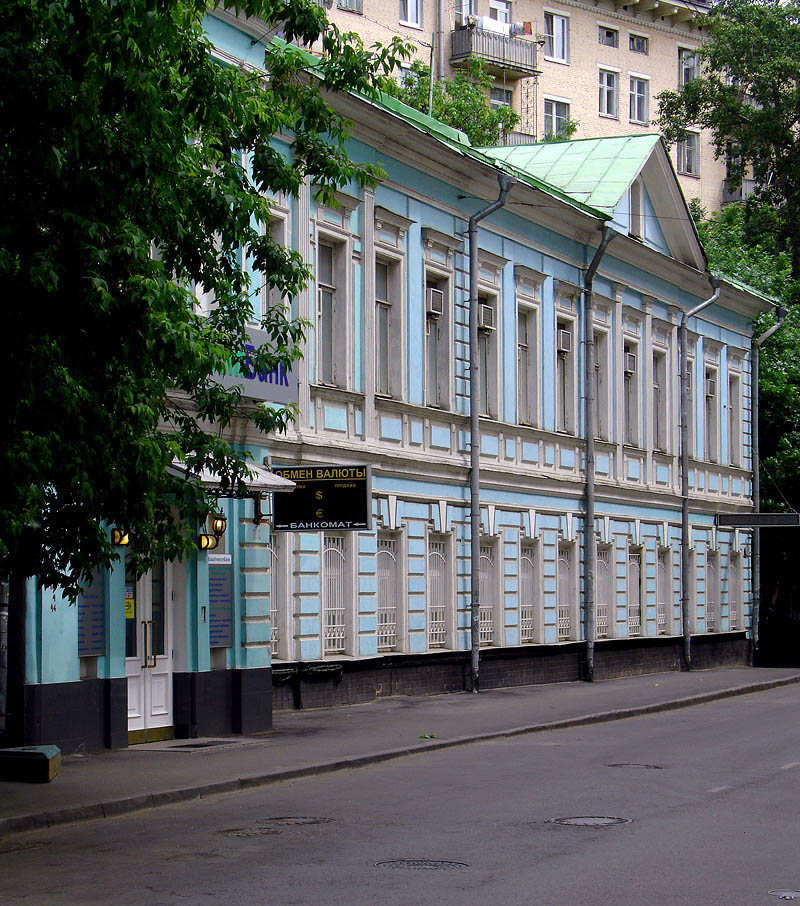
Дом № 17, архитектор — Михаил Бугровский, 1888—1889

Жилой дом городской усадьбы построен в 1888—1889 годах по проекту архитектора Михаила Бугровского. Здесь жил этнограф Марк Косвен:270.
№ 19/28, доходный дом
Пятиэтажный доходный дом на пересечении с Лялиным переулком построен в 1910 году по проекту архитектора Ольгерда Пиотровича. Здание характерно для творческого почерка зодчего, использовавшего в своих постройках сочетание отделки стен глазурованной керамической плиткой с рельефными вставками, окрашенными в более тёмный относительно стены цвет. Карниз дома поддерживают картушеподобные кронштейны, декорированные рельефными лентами и венками. Аттик и окна пятого этажа оформлены разноцветной керамической плиткой. Часть фасада здания, выходящая на Лялин переулок, гладко оштукатурена.
№ 21, городская усадьба В. Е. Морозова
Главный дом усадьбы построен в начале XVIII века в глубине двора. В начале XIX века в южной части участка был построен флигель, выходящий торцом на красную линию переулка. В 1839 году усадьба перешла Морозовым. В 1879 году архитекторы Дмитрий Чичагов и его брат Михаил Чичагов на месте углового корпуса усадьбы выстроили современный двухэтажный особняк. Архитекторы отдельных построек и интерьеров — Фёдор Шехтель и Илья Бондаренко. Интерьеры расписаны в 1895 году художником Михаилом Врубелем. В доме Морозовых находилась одна из старообрядческих домашний моленных. В 1920-х годах в здании размещался Институт методов внешкольной работы, с 1935 года — Всесоюзное объединение «Союзтранспроект». Позже в этом доме в 60-е годы XX века находилось издательство «Наука».
№ 23, городская усадьба
, здание 1880 года постройки, архитектор — Константин Буссе. В 2012 году ООО «Старый квартал» выиграло у правительства Москвы конкурс на право аренды памятника архитектуры по цене один рубль за метр площади в год, при условии реставрации здания. В 2013 году арендатор снёс подлинные перекрытия и стены второго этажа городской усадьбы и заменил их бетонным новоделом.
№ 25/13, дом П. А. Сырейщикова (Рахмановых)

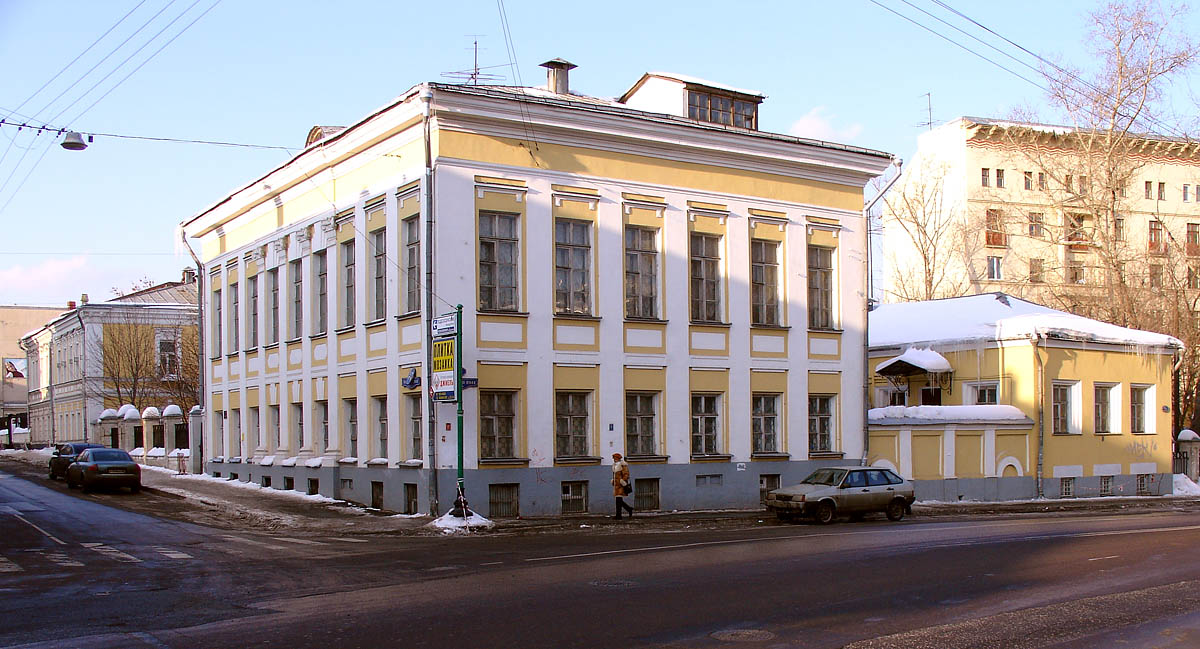
Дом № 25/13, XVII век — первая половина XIX века.

Дом на пересечении с улицей Воронцово Поле имеет в своей основе палаты XVII века. Угловое здание с полукруглым выступом имеет характерный для классицизма XVIII века облик. Фасад оформлен филёнками, полочками, горизонтальными тягами и декорирован пилястрами неканоничного ионического ордера. Расположенные со двора входы в дом и флигель украшают классические кованые зонтики. В здании сохранились интерьеры парадной анфилады второго этажа.
№ 25, стр. 3
, флигель городской усадьбы XVIII—XIX веков.

### По чётной стороне
№ 2/8, храм Введения во храм Пресвятой Богородицы в Барашах
Первая каменная церковь Введения в Барашах была освящена в 1647 году, в 1653 году был освящён придел Пророка Илии. Позднее, в 1668 году, был освящён придел Лонгина Сотника, считавшегося покровителем московского царского рода.
Подготовка к строительству здания, дошедшего до наших дней, началась в 1688 году с заготовки 100 тысяч кирпичей. При строительстве были частично использованы стены и детали предыдущего храма 1668 года постройки. Первым был освящён северный придел Лонгина Сотника (1698), вслед за ним — придел Пророка Илии (1699). К 1701 году строительство Введенского храма было закончено. В 1737 году здание пострадало от пожара. Очевидно, что во время восстановительных работ была построена сохранившаяся до настоящего времени ярусная колокольня, так как своей формой и декором она аналогична колокольне храма Рождества Иоанна Предтечи на Варварке (1741) и некоторым другим постройкам этого периода.
№ 6, доходный дом И. С. Касаткина
Пятиэтажный доходный дом, примыкающий к церковному двору, был построен в 1902—1904 годах по проекту архитектора Михаила Бугровского. Фасад здания выполнен в так называемом «кирпичном стиле», характерном для московских построек начала XX века — без штукатурки и с глубокой разделкой кладочного раствора между кирпичами. В 1960-х годах фасад был окрашен по кирпичу жёлтой охристой краской с выделением белым отдельных элементов, что существенно исказило его первоначальный облик. В 1977 году была осуществлена реконструкция дома.
В 1920-е годы здесь жил венгерский писатель и революционер Мате Залка.
Комплекс застройки доходного владения, включающий сам доходный дом и хозяйственные постройки, отнесён к заявленным объектам культурного наследия.
№ 8, стр. 1, доходный дом П. К. Такке
Здание 1905 года постройки, архитектор — Сергей Воскресенский. В детстве и юности здесь жил поэт Виктор Гусев, с 1910-х годов и до конца жизни — химик Сергей Ланговой:380.
№ 8, стр. 2, доходный дом

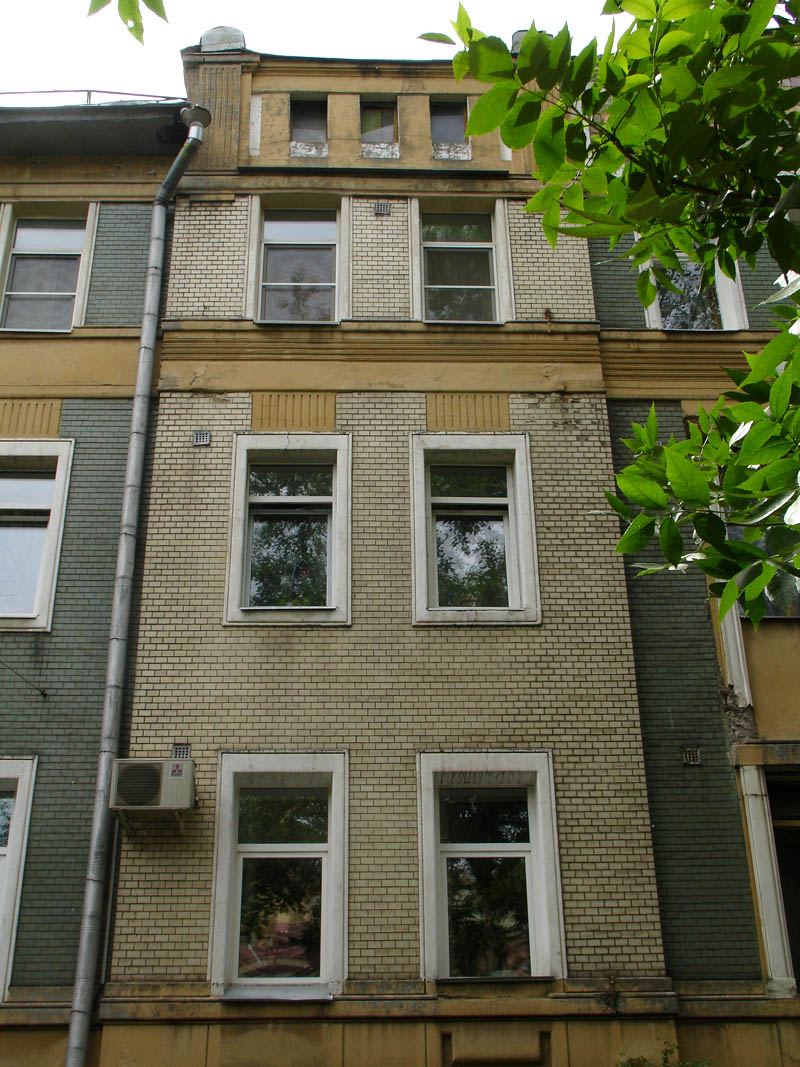
Дом № 8, стр. 2, начало XX века.

Здание начала XX века. Композиция фасада построена на сочетании облицованных серо-зелёной керамической плиткой и белых оштукатуренных поверхностей. Центральная часть выделена выгнутым аттиком, поле которого заполнено абрамцевской майоликой.
№ 14, стр. 1, доходный дом Скугаревского (С. Ф. Мосолова)
Заявленный объект культурного наследия, здание 1910 года постройки, архитектор — Виктор Мазырин. Автор особняка Арсения Морозова построил этот дом по своему типовому проекту (похожее здание было возведено на улице Машкова, 17). Фасад полностью покрыт керамической плиткой (кабанчиком) и расчленён лопатками болотного цвета на центральную и боковые части. Завершающие центральную и боковые части дома аттики выполнены в готических формах, сочетающихся с оформленными в стилистике модерна ограждениями трёх металлических балконов. Несмотря на внешнюю простоту, доходный дом имеет запоминающийся стилистический облик..
В 2000-е годы была проведена реконструкция здания, в результате которой его внешний облик был несколько изменён: на первом этаже были пробиты дополнительные двери, башенки увенчаны шпилями, изменён рисунок оконных переплётов.
Дом является жилым, в части здания со двора размещается Школа архитектуры и дизайна. В правой части дома находится проездная арка, с этой же стороны к зданию пристроен типовой девятиэтажный кирпичный жилой дом (№ 12, стр. 1).
№ 14, стр. 2, дом В. А. Щеглова
Здание построено в 1901 году по проекту архитектора Ивана Кондратенко.
№ 18/5, доходный дом Н. Г. Тарховой (Г. И. Макаева)
, четырёхэтажное здание 1903—1904 годов постройки, архитектор — Георгий Макаев.

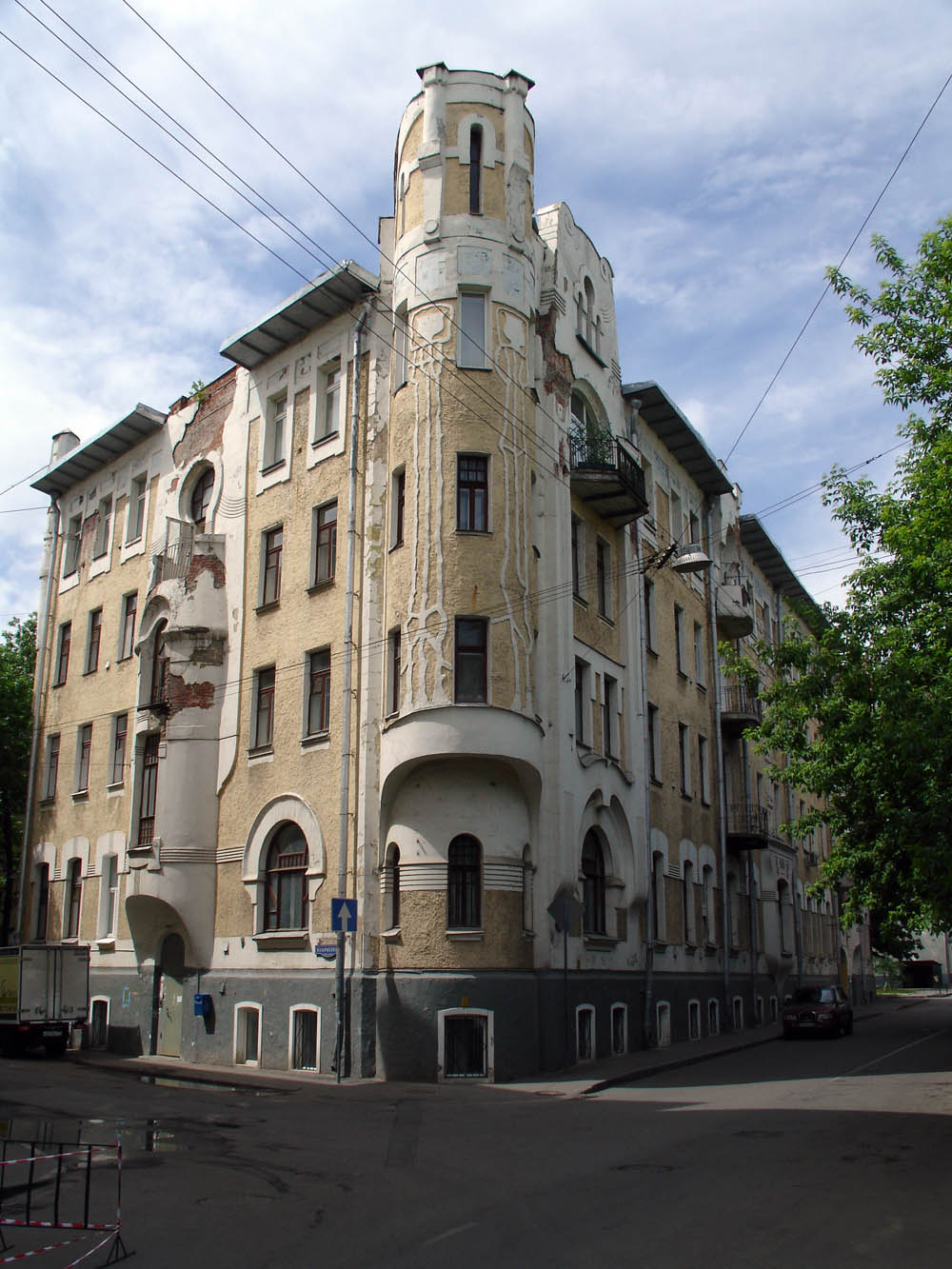
Дом № 18/5, архитектор — Георгий Макаев, 1903—1904.

По мнению искусствоведа Марии Нащокиной, этот дом на углу с Казарменным переулком является уникальной постройкой для московского модерна. Его фактурный фасад насыщен разнообразными деталями — эркерами, балконами, аттиками, окнами с фигурными рамами. Угол дома оформлен полукруглым эркером с небольшими узкими окнами, стены которого украшены скульптурными изображениями причудливых стеблей цветов. Фасад неоднократно ремонтировался, при этом в него вносились изменения в сторону упрощения декора: были ликвидированы башни и арки над крышей, часть утраченных изразцов на фасаде заменена чужеродными лепными львиными мордами, изначальный монохромный серый цвет фасада заменён на салатовый с белым (затем на жёлтый с белым), исчезли витражные окна и окна из рельефного стекла. В ходе одного из ремонтов на одном из аттиков было закрашено керамическое панно, изображающее качающиеся маки. Фасады здания находятся в аварийном состоянии.
В 1905 году дом, первоначально принадлежавший самому архитектору, перешёл к Н. Г. Тарховой, продавшей его пять лет спустя потомственной дворянке С. Белоголововой (при этом Макаев продолжал жить в построенном им доме). В советское время квартиры были превращены в коммуналки (расселены в 1990-х годах). Среди жильцов дома — художник, сооснователь арт-группы «Мухомор» Константин Звездочётов. Некоторое время в подвале дома размещался самодеятельный музей «Дети — родителям», посвящённый репрессированным учёным, в конце 2000-х годов экспонаты были уничтожены представителями неизвестной фирмы.
№ 20/12, Реальное училище Воскресенского

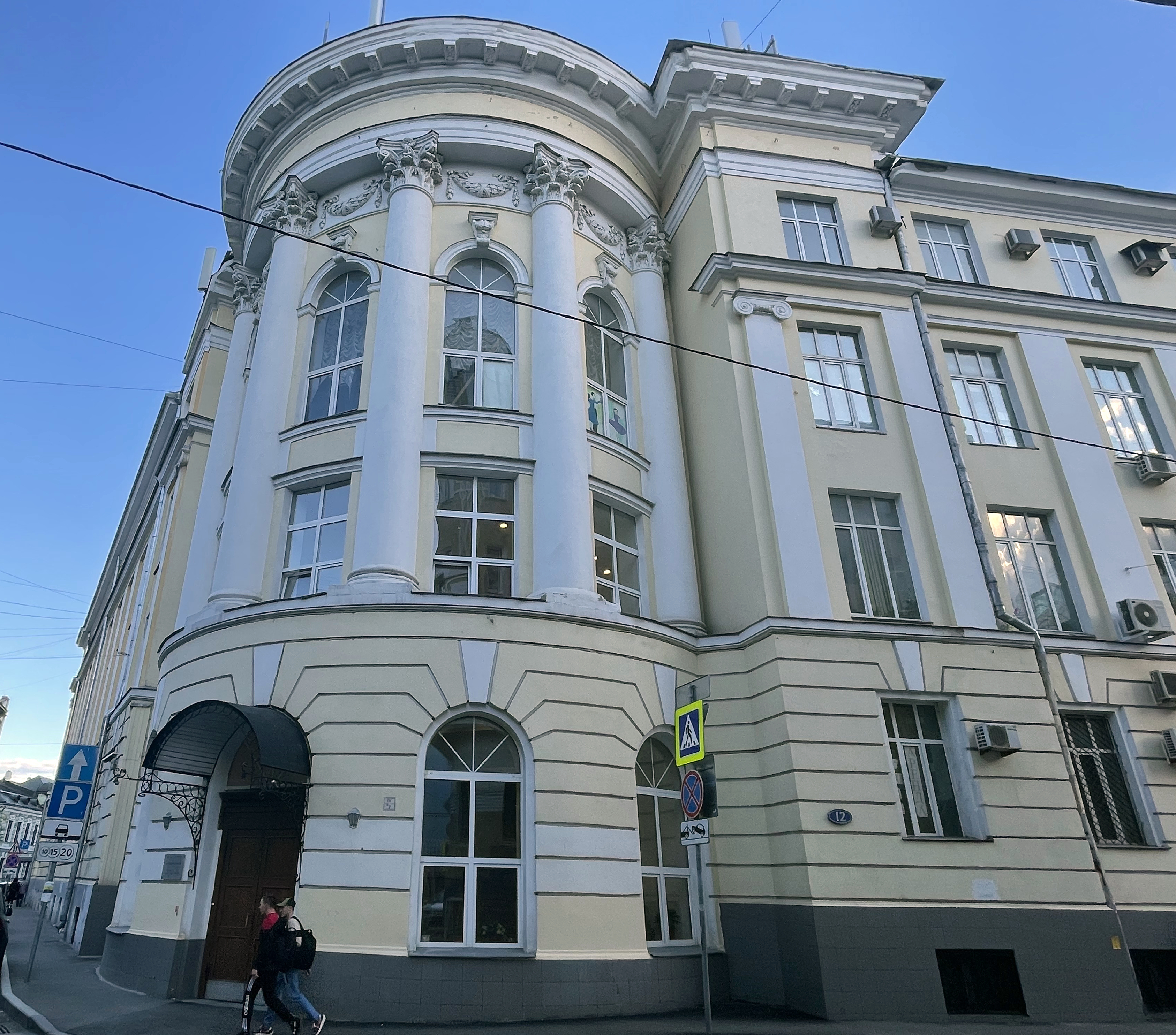
Здание Реального училища. Москва, Подсосенский пер., 20. Архитектор И.И.Флоринский. 1915 г.

Здание в неоклассическом стиле с ротондальным угловым объёмом построено в 1914 году для размещения частного реального училища К. П. Воскресенского по проекту архитектора И. И. Флоринского. Плоскости стен здания во втором и третьем этажах расчленены ионическими пилястрами, опирающимися на рустованные стены первого этажа. Ротонду украшают шесть высоких коринфских полуколонн, между капителями которых помещены гирлянды.
Реальное училище Воскресенского являлось одним из самых известных дореволюционных учебных заведений в Москве. В отличие от официальной гимназической программы, учебная программа реального училища делала упор на математику, физику и химию. В училище преподавали химик И. А. Каблуков и С. К. Богоявленский. Окончивший это училище выдающийся русский биолог и генетик С. С. Четвериков, вспоминал:
Это было совершенно исключительное и прекрасное учебное заведение, о котором до сего дня сохранились у меня самые теплые, самые признательные воспоминания… Основанное Константином Павловичем Воскресенским.., выдающимся педагогом „божьей милостью“, как в своё время говорили, оно оставляло далеко позади себя большинство других учебных заведений Москвы!
В училище учился лётчик М. М. Громов., а также основатель кукольного театра С. В. Образцов. В советское время в здании в разное время размещались Московский педагогический техникум имени Профинтерна, Московский областной педагогический институт, Институт управления, готовящий кадры в области организации и автоматизированных систем управления производством. Впоследствии здесь размещался Московский инженерно-экономический институт. В 1920-х годах в здании размещался Педагогический техникум имени Профинтерна. В 1991 г. здесь еще был Институт управления имени С. Орджоникидзе, переименованный в Государственную академию управления. В настоящее время здание занимает Московский университет Туро.
№ 22, доходный дом
Доходный дом построен в 1915 году по проекту архитектора С. Б. Залесского — автора Дома экономического общества офицеров. В 1941 году в здание попала фашистская авиабомба и разрушила верхние этажи, были убиты и несколько жильцов дома. Нижняя часть доходного дома сохранила выразительную неоклассическую композицию. Стены двух первых этажей рустованы, оформление центральной части здания дополнено рустованными пилястрами и полуколоннами коринфского ордера, завершёнными раскрепованным антаблементом. Разрушенные верхние этажи построены заново после войны и не связаны с нижней частью в единое гармоничное целое. В настоящее время здание является жилым.
№ 26, городская усадьба Г. В. Четверикова — Е. Н. Малютина — А. Я. Елагиной
Городская усадьба Г. В. Четверикова — Е. Н. Малютина — А. Я. Елагиной конца XVIII—XX веков состоит из главного дома с мезонином и двух одноэтажных флигелей — подобная планировка типичная для московских усадеб послепожарного периода. Эклектичный декор фасад приобрёл при более поздних перестройках. В доме жил океанолог В. Б. Штокман.
№ 30, усадьба Прохоровых-Хлудовых
Усадьба конца XVIII—XIX века. В середине 1990-х годов была проведена реконструкция усадьбы, инвестором которой выступила корейская компания Samsung Engineering & Construction, входящая в корпорацию Samsung Group. Памятник архитектуры был реконструирован с восстановлением фасадов, внутренних интерьеров, потолков, лепнины, барельефов. В начале 2000-х годов в усадьбе разместился офис Dresdner Bank, а в 2010 году здания усадьбы были проданы Росэнергобанку. Главный дом усадьбы, флигели и ворота являются объектами культурного наследия регионального значения. Сейчас там расположен Азиатско-Тихоокеанский банк.

## Транспорт
- Станции метро Тургеневская, Чистые пруды, Сретенский бульвар, далее трамваи А, 3, 39 до остановки «Покровские ворота». Далее перейти улицу, направо по Покровке, первый поворот налево.
- Станции метро Китай-город, далее автобусы 122, т25, м3, н3 по Покровке до остановки «Покровские ворота». Далее пешком по Покровке, по Барашёвскому переулку.